# Ioni polialogeni
Gli ioni polialogeni sono un gruppo di cationi e anioni poliatomici contenenti esclusivamente elementi del gruppo VIIA della tavola periodica: F, Cl, Br, I e At. Tali ioni possono essere classificati in due categorie: gli isopolialogeni, che contengono un solo tipo di alogeno, e gli eteropolialogeni, che includono più di un tipo di alogeno.

## Introduzione
Oggi conosciamo numerosi ioni polialogeni, e i loro sali sono stati isolati nello stato solido e studiati nella struttura. La tabella che segue riassume le specie trovate finora.

### Cationi polialogeni
| Specie diatomiche     | *[Cl2]+, [Br2]+, [I2]+ |
| Specie triatomiche    | [Cl3]+, [Br3]+, [I3]+  |
| Specie tetratomiche   | [Cl4]+, [I4]2+         |
| Specie pentatomiche   | [Br5]+, [I5]+          |
| Specie eptatomiche    | †[I7]+                 |
| Specie più di 6 atomi | [I15]3+                |
* [Cl2]+ esiste solo come  [Cl2O2]2+ a temperature basse, viene detto un complesso carica-trasferimento da O2 a [Cl2]+. Il catione [Cl2]+ libero viene rivelato dal suo spettro di banda elettronico ottenuto in un tubo di scarica a bassa pressione.
† L'esistenza di [I7]+ è possibile ma resta incerta.
| Specie triatomiche  | [ClF2]+, [Cl2F]+, [BrF2]+, [IF2]+, [ICl2]+, [IBrCl]+, [IBr2]+,[I2Cl]+, [I2Br]+ |
| Specie pentatomiche | [ClF4]+, [BrF4]+,IF4]+, [I3Cl2]+                                               |
| Specie eptatomiche  | [ClF6]+, [BrF6]+, IF6]+                                                        |

### Anioni polialogeni
| Specie triatomiche    | [Cl3]−, [Br3]−,[I3]−                                                                                 |
| Specie tetratomiche   | [Br4]2−, [I4]2−                                                                                      |
| Specie pentatomiche   | [I5]−                                                                                                |
| Specie eptatomiche    | [I7]−                                                                                                |
| Specie octatomiche    | [Br8]2−, [I8]2−                                                                                      |
| Specie più di 8 atomi | [I9]−,[I10]2−, [I10]4−,[I11]−, [I12]2−, [I13]3−, [I16]2−, [I22]4−, [I26]3−, [I26]4−,[I28]4−, [I29]3− |
| Specie triatomiche  | [ClF2]−, [BrF2]−,[BrCl2]−, [IF2]−, [ICl2]−, [IBrF]−, [IBrCl]−,[IBr2]−, [I2Cl]−,[I2Br]−, [AtBrCl]−, [AtBr2]−,[AtICl]−, [AtIBr]−, [AtI2]− |
| Specie pentatomiche | [ClF4]−, [BrF4]−,[IF4]−, [ICl3F]−,[ICl4]−, [IBrCl3]−,[I2Cl3]−, [I2BrCl2]−,[I2Br2Cl]−, [I2Br3]−,[I4Cl]−, [I4Br]−                         |
| Specue esatomiche   | [IF5]2− |
| Specie eptatomiche  | [ClF6]−, [BrF6]−,[IF6]−, [I3Br4]− |
| Specie nonatomiche  | [IF8]− |

## Struttura
La maggioranza delle strutture sono state determinate da spettroscopia IR, spettroscopia Raman e cristallografia X-ray. Gli ioni polialogenici hanno sempre l'alogeno più pesante e meno elettronegativo presente nello ione come atomo centrale, rendendo in alcuni casi lo ione asimmetrico. Ad esempio, [Cl2F]+ ha la struttura [Cl–Cl–F]− ma non [Cl–F–Cl]−.

### Ioni isopolialogeni

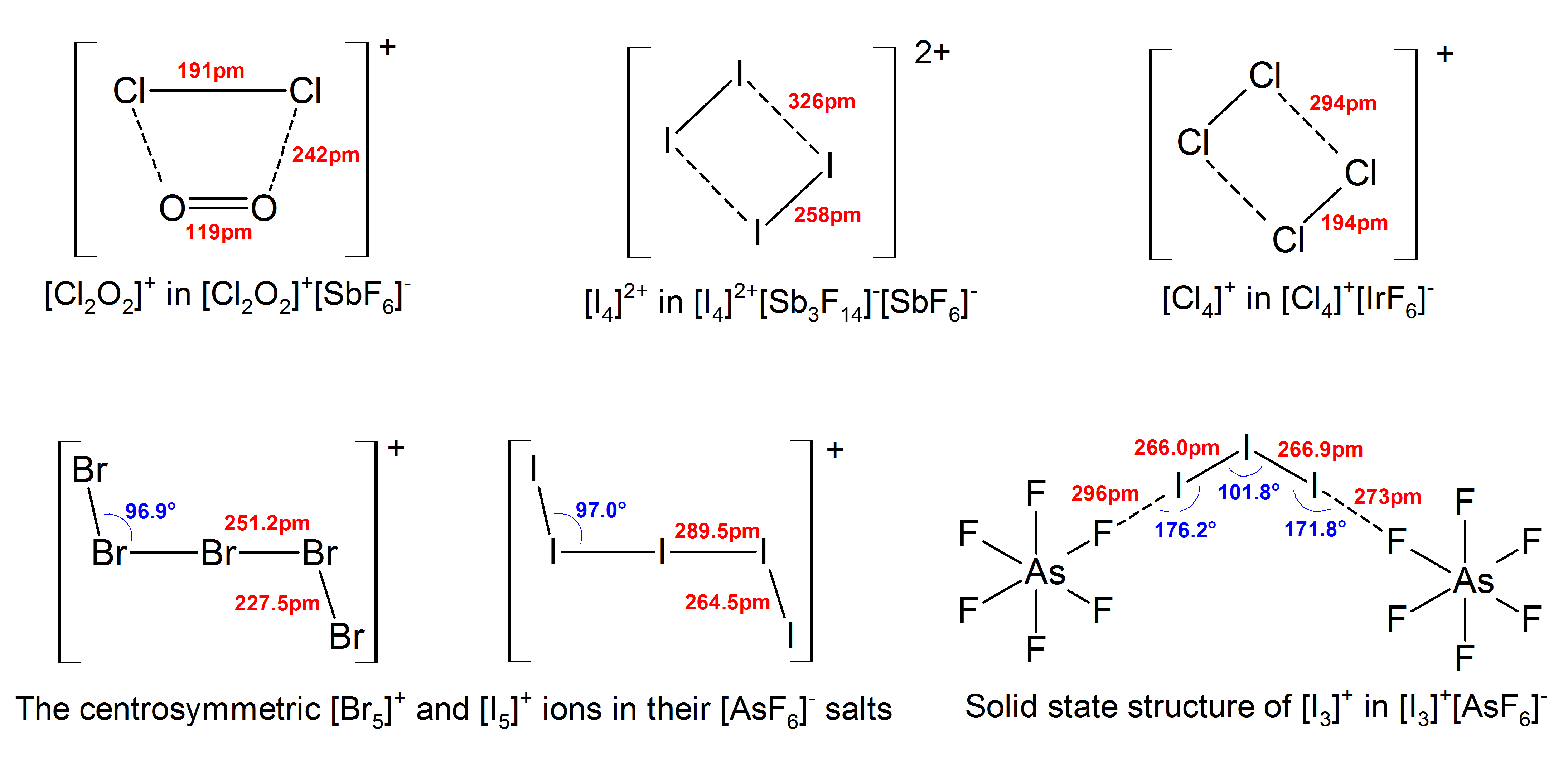
Strutture di cationi isopolialogeni.

### Ioni eteropolialogeni

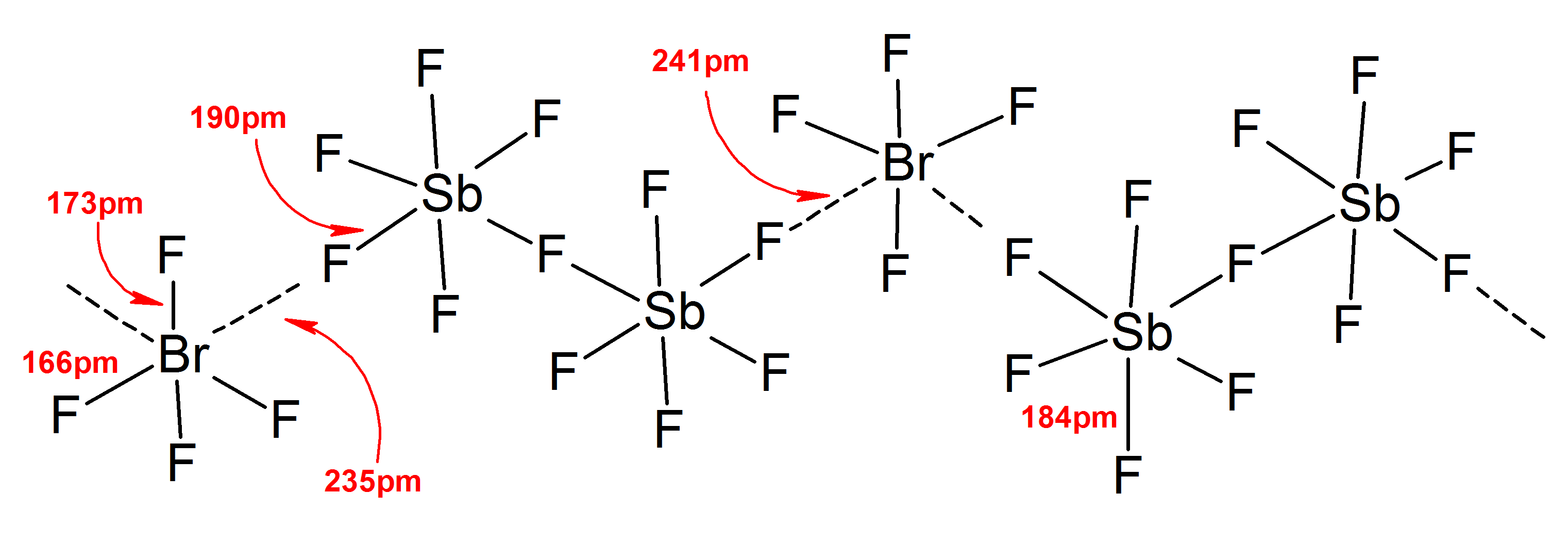
Struttura nello stato solido dell'anione [BrF_{4}]^{+} in [BrF_{4}]^{+}[Sb_{2}F_{11}]^{+}.

In generale, le strutture della maggioranza di ioni eteropolialogeni e di ioni isopolialogeni bassi sono in accordo con il modello VSEPR. Tuttavia, ci sono stati casi eccezionali. Per esempio, quando l'atomo centrale è pesante e ha sette coppie solitarie, come [BrF6]− e [IF6]−, questi hanno una regolare disposizione ottaedrica di ligandi di fluoro invece di una distorta dovuto alla presenza dell'effetto della coppia inerte.
Altre deviazioni dal modello VSEPR ideale sono state trovate nelle strutture allo stato solido a causa della forte interazione anione-cationica, questo complica l'interpretazione dei dati di spettroscopia vibrazionale. In tutte le strutture conosciute dei sali di anione polialogenico, gli anioni creano un contatto molto stretto, via ponti alogeni, con i contro-cationi.
Ad esempio, nello stato solido, [IF6]− non è un ottaedro regolare, infatti la struttura solida dei composti [Me4N]+[IF6]− rivela dimeri [I2F11]2− vagamente legati. Sono state trovate anche significative interazioni catione-anione nei seguenti composti:
- [BrF2]+[SbF6]−,
- [ClF2]+[SbF6]−,
- [BrF4]+[Sb6F11]−.[2]

| Lineare (o quasi lineare) | [ClF2]−, [BrF2]−, [BrCl2]−, [IF2]−, [ICl2]−,[IBr2]−, [I2Cl]−, [I2Br]−           |
| Manubrio                  | [ClF2]+, [Cl2F]+, [BrF2]+, [IF2]+, [ICl2]+, [I2Cl]+, [IBr2]+, [I2Br]+, [IBrCl]+ |
| Planare quadrata          | [ClF4]−, [BrF4]−, [IF4]−, [ICl4]−                                               |
| Disfenoidale (o seesaw)   | [ClF4]+, [BrF4]+, [IF4]+                                                        |
| Planare pentagonale       | ‡[IF5]2−                                                                        |
| Ottaedrale                | [ClF6]+, [BrF6]+, [IF6]+, §[ClF6]−, [BrF6]−, [IF6]−                             |
| Antiprismatica quadrata   | [IF8]−                                                                          |

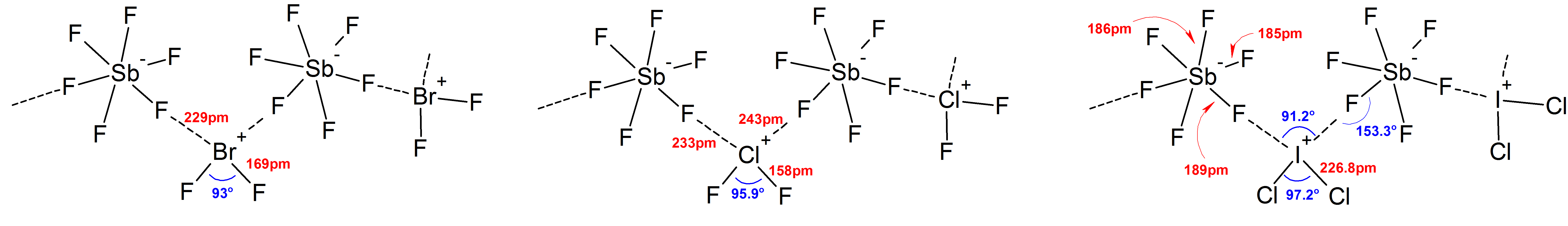
Struttura stato solido degli ioni [BrF_{2}]^{+}, [ClF_{2}]^{+}, [ICl_{2}]^{+} quando formano sali con anione [SbF_{6}]^{−}.

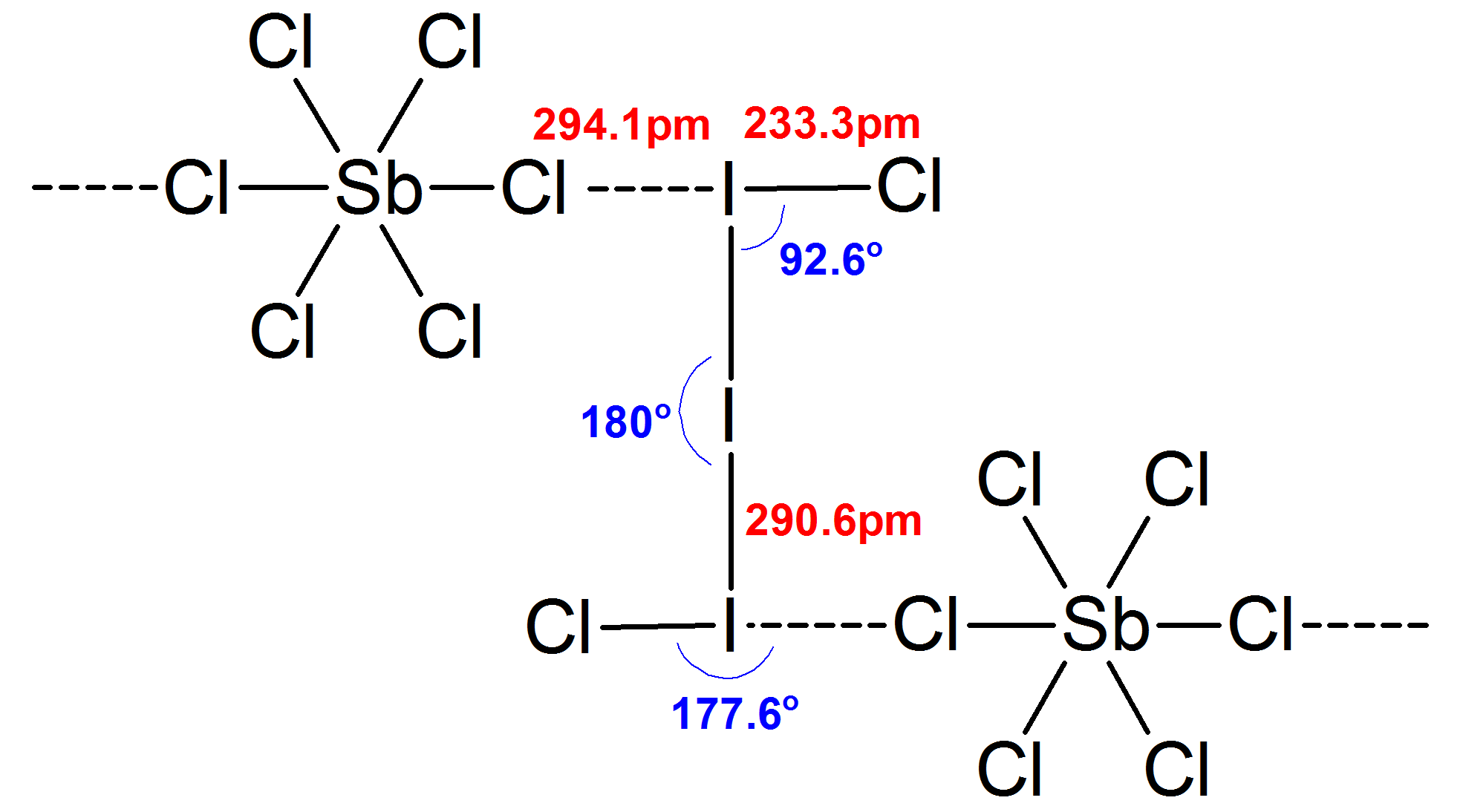
Struttura stato solido ione [I_{3}Cl_{2}]^{+} nel sale [I_{3}Cl_{2}]^{+}[AsCl_{6}]^{−}.

‡ [IF5]2− è una delle due specie di tipi XYn note per avere la rara geometria planare pentagonale, l'altro è l'anione pentafluoroxenio [XeF5]−.
§ [ClF6]− è ottaedrico distorto poiché l'effetto di coppia inerte stereochimica non è significativo nell'atomo di cloro.
Gli ioni [I3Cl2]+ e [I3Br2]+ hanno una struttura tipo trans-Z, come quella del catione [I5]+.

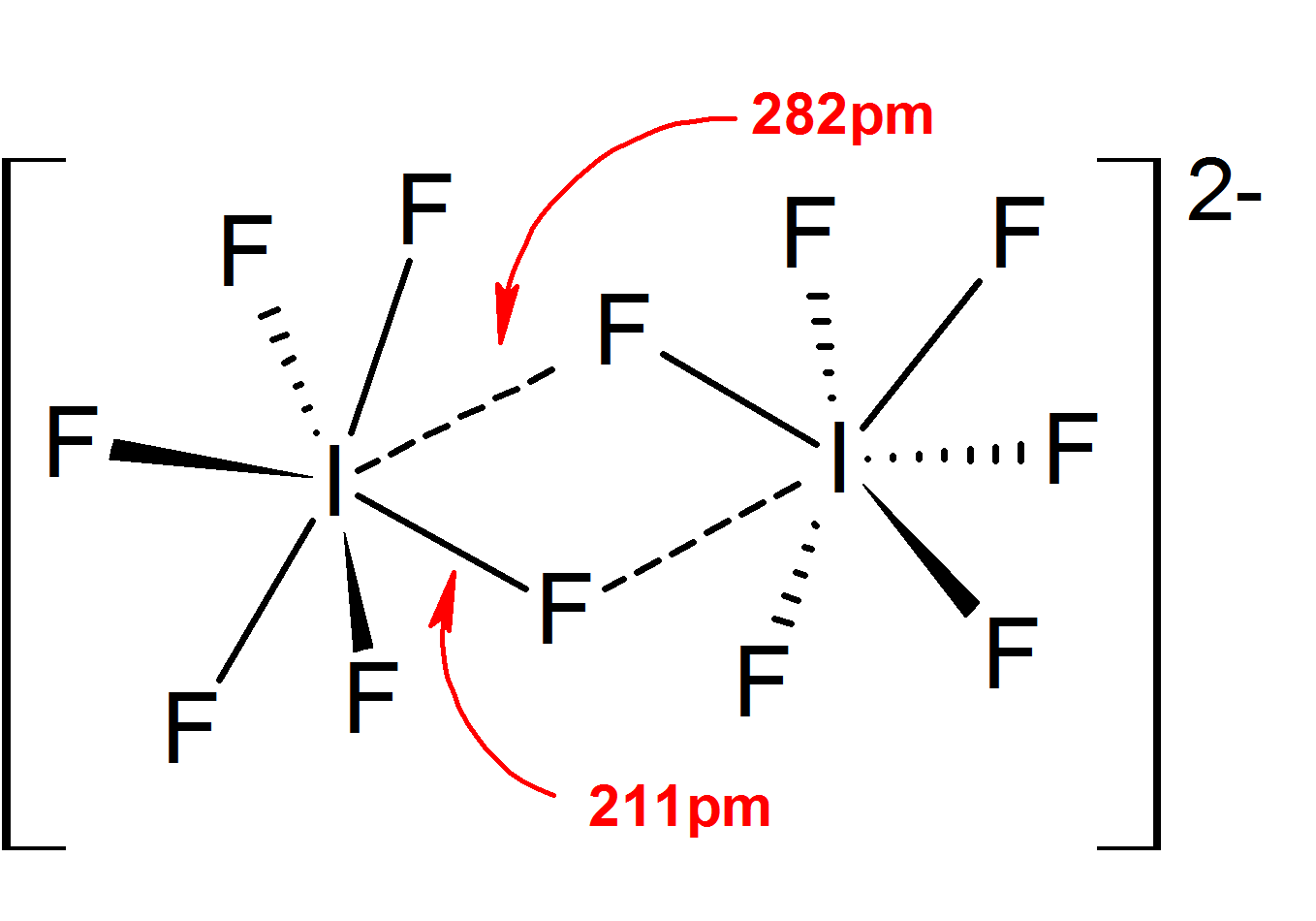
Struttura dello ione dimero [I_{2}F_{12}]^{−} presente nel sale
[Me_{4}N]^{+}[IF_{6}]^{−}.

### Polioduri
Gli ioni polioduri hanno una struttura molto più complicata. Quelli discreti hanno solitamente una sequenza lineare di atomi e ioni, e sono descritti in termini di associazione tra le unità I2, I− e I−3, che riflette l'origine del polioduro. Allo stato solido, tali ioni interagiscono tra di loro formando catene, anelli, o anche complicate reti bidimensionali e tridimensionali.

## Legami
Nel legame degli ioni polialogeni per lo più si nota l'uso predominante di orbitali-p. La partecipazione significativa di orbitali-d al legame è improbabile poiché sarebbe necessaria molta energia promozionale, mentre è prevista una scarsa partecipazione di orbitali-s nelle specie contenenti iodio a causa dell'effetto della coppia inerte, come evidenziano i dati della spettroscopia Mössbauer. Tuttavia, nessun modello di legame è stato in grado di riprodurre una gamma così ampia di lunghezze e angoli di legame osservati finora.
Come previsto dal fatto che un elettrone viene rimosso dall'orbitale antilegame così X2 viene ionizzato a [X2]+, l'ordine del legame e la forza del legame in [X2]+ diventano più elevati, come conseguenza le distanze interatomiche nello ione molecolare sono minori di quelle in X2.
I polialogenici triatomici lineari o quasi lineari hanno legami più deboli e più lunghi rispetto a quelli dei corrispondenti interalogeni biatomici o negli alogeni, coerente con la repulsione aggiuntiva tra gli atomi quando lo ione alogenico viene aggiunto alla molecola neutra.  Un altro modello comporta l'esistenza della teoria della risonanza, per esempio, [ICl2]− può essere visto come un ibrido di risonanza delle seguenti forme canoniche:
Evidenze a supporto di tale modello provengono dalla lunghezza di legame (255 pm in [ICl2]− e 232 pm in ICl(g)) e dall'allungamento del legame simmetrico e antisimmetrico in numero d'onda (267 e 222 cm−1 in [ICl2]− a confronto con 384 cm−1 in ICl), che indica un ordine di legame di circa 1/2 per ogni legame I–Cl in [ICl2]−, consistenti con l'interpretazione di utilizzare la teoria di risonanza. Altre specie triatomiche [XY2]− hanno lo stesso comportamento.

## Sintesi
La formazione di ioni polialogeni avviene per auto-dissociazione dei loro parenti interalogeni o alogeni:
- 2 XYn {\displaystyle \rightleftharpoons } [XYn−1]+ + [XYn+1]−
- 3 X2 {\displaystyle \rightleftharpoons } [X3]+ + [X3]−
- 4 X2 {\displaystyle \rightleftharpoons } [X5]+ + [X3]−
- 5 X2 {\displaystyle \rightleftharpoons } 2 [X2]+ + 2 [X3]−

### Cationi polialogeni
Vi sono due metodi per preparare i cationi polialogenici:
- Reazione dell'appropriato interalogeno con un acido di Lewis (come gli alogenuri di B, Al, P, As, Sb) entrambi in un solvente inerte o ossidante (come l'HF anidro) o senza, per dare un catione eteropolialogeno.
XYn + MYm → [XYn−1]+ + [MYm+1]−

- Tramite processo ossidativo, dove l'alogeno o l'interalogeno viene fatto reagire con un ossidante e un acido di Lewis a dare il catione:
Cl2 + ClF + AsF5 → [Cl3]+[AsF6]−
In certi casi lo stesso acido di Lewis (l'accettore fluoruro) si comporta da ossidante:
3 I2 + 3 SbF5 → 2 [I3]+[SbF6]− + SbF3

Di solito il primo metodo si usa nella sintesi di cationi eteropolialogeni, e il secondo si applica a entrambi. Il processo ossidativo è indispensabile nella sintesi dei cationi [IBr2]+, [ClF6]+,  [BrF6]+ e, come i loro genitori interalogeni, IBr3, ClF7, BrF7, non sono mai stati isolati:
Br2 + IOSO2F → [IBr2]+[SO3F]−
2 ClF5 + 2 PtF6 → [ClF6]+[PtF6]− + [ClF4]+[PtF6]−
BrF5 + [KrF]+[AsF6]− → [BrF6]+[AsF6]− + Kr
La sintesi di alcune specie sono descritte nella tabella seguente con le rispettive equazioni:
| Specie                 | Equazione chimica                                                | Condizioni richieste             |
| ---------------------- | ---------------------------------------------------------------- | -------------------------------- |
| [Cl2]+ (come [Cl2O2]+) | Cl2 + [O2]+[SbF6]− → [Cl2O2]+[SbF6]−                             | in HF anidro a temperatura bassa |
| [Br2]+                 | Br2 (in BrSO3F) + 3 SbF5 → [Br2]+[Sb3F16]− (non bilanciata)      | a T = 300 K                      |
| [I2]+                  | 2 I2 + S2O6F2 → 2 [I2]+[SO3F]−                                   | in HSO3F                         |
| [Cl3]+                 | Cl2 + ClF + AsF5 → [Cl3]+[AsF6]−                                 | a T = 195 K                      |
| [Br3]+                 | 3 Br2 + 2 [O2]+[AsF6]− → 2 [Br3]+[AsF6]− + 2 O2                  |                                  |
| [I3]+                  | 3 I2 + S2O6F2 → 2 [I3]+[SO3F]−                                   |                                  |
| [Cl4]+                 | 2 Cl2 + IrF6 → [Cl4]+[IrF6]−                                     | in HF anidro, a T < 193 K        |
| [I4]2+                 | 2 I2 + 3 AsF5 → [I4]2+[AsF6−]2 + AsF3                            | in SO2 liquido                   |
| [Br5]+                 | 8 Br2 + 3 [XeF]+[AsF6]− → 3 [Br5]+[AsF6]− + 3 Xe + BrF3          |                                  |
| [I5]+                  | 2 I2 + ICl + AlCl3 → [I5]+[AlCl4]−                               |                                  |
| [I7]+                  | 7 I2 + S2O6F2 → 2 I7SO3F                                         |                                  |
| [ClF2]+                | ClF3 + AsF5 → [ClF2]+[AsF6]−                                     |                                  |
| [Cl2F]+                | 2 ClF + AsF5 → [Cl2F]+[AsF6]−                                    | a T < 197 K                      |
| [BrF2]+                | 5 BrF3 + 2 Au → 3 BrF + 2 [BrF2]+[AuF4]−                         | richiesto maggiore reagente BrF3 |
| [IF2]+                 | IF3 + AsF5 → [IF2]+[AsF6]−                                       |                                  |
| [ICl2]+                | ICl3 + SbCl5 → [ICl2]+[SbCl6]−                                   |                                  |
| [IBr2]+                | Br2 + IOSO2F → [IBr2]+[SO3F]−                                    |                                  |
| [ClF4]+                | ClF5 + SbF5 → [ClF4]+[SbF6]−                                     |                                  |
| [BrF4]+                | BrF5 + AsF5 → [BrF4]+[AsF6]−                                     |                                  |
| [IF4]+                 | IF5 + 2 SbF5 → [IF4]+[Sb2F11]−                                   |                                  |
| [ClF6]+                | ‡Cs2NiF6 + 5 AsF5 + ClF5 → [ClF6]+[AsF6]− + Ni[AsF6]2 + 2 CsAsF6 |                                  |
| [BrF6]+                | [KrF]+[AsF6]− + BrF5 → [BrF6]+[AsF6]− + Kr                       |                                  |
| [IF6]+                 | IF7 + BrF3 → [IF6]+[BrF4]−                                       |                                  |
‡ In questa reazione, la specie ossidante attiva è [NiF3]+, che si forma in situ nel sistema Cs2NiF6/AsF5/HF. È un ossidante ancora più potente e agente fluorurante del PtF6.

### Anioni polialogeni
Per gli anioni polialogenici, vi sono anche due metodi generali di sintesi:
- Reazione di un interalogeno o alogeno con una base di Lewis, molto probabilmente un fluoruro:
[Et4N]+Y− + XYn → [Et4N]+[XYn+1]−
X2 + X− → X−3
- Per ossidazione di un semplice alogeno:
KI + Cl2 → K+[ICl2]−

La preparazione di alcune specie sono riassunti brevemente nella tabella seguente con le rispettive equazioni:
| Specie                                | Equazione chimica                             | Condizioni richieste |
| ------------------------------------- | --------------------------------------------- | --- |
| [Cl3]−, [Br3]−, [I3]−                 | X2 + X− → [X3]− (X = Cl, Br, I)               | |
| [Br3]−                                | Br2 + [nBu4N]+Br− → [nBu4N]+[Br3]−            | in 1,2-dicloroetano o diossido di zolfo liquido. [Br3]− non esiste in soluzione e si forma solo quando il sale si cristallizza. |
| [Br5]−                                | 2 Br2 + [nBu4N]+Br− → [nBu4N]+[Br5]−          | in 1,2-dicloroetano o diossido di zolfo liquido, con reagente Br2 in eccesso                                                    |
| [ClF2]−                               | ClF + CsF → Cs+[ClF2]−                        | |
| [BrCl2]−[6]                           | Br2 + Cl2 + 2 CsCl → 2 Cs+[BrCl2]−            | |
| [ICl2]−[6]                            | KI + Cl2 → K+[ICl2]−                          | |
| [IBr2]−[6]                            | CsI + Br2 → Cs+[IBr2]−                        | |
| [AtBr2]−, [AtICl]−, [AtIBr]−, [AtI2]− | AtY + X− → [AtXY]− (X = I, Br, Cl; Y = I, Br) | |
| [ClF4]−                               | NOF + ClF3 → [NO]+[ClF4]−                     | |
| [BrF4]−                               | 6 KCl + 8 BrF3 → 6 K+[BrF4]− + 3 Cl2 + Br2    | con reagente BrF5 in eccesso |
| [IF4]−                                | 2 XeF2 + [Me4N]+I− → [Me4N]+[IF4]− + 2 Xe     | i reagenti si miscelano a 242 K, poi scaldata a 298 K affinché la reazione proceda                                              |
| [ICl4]−[6]                            | KI + ICl3 → K+[ICl4]−                         | |
| [IF5]2−                               | IF3 + 2 [Me4N]+F− → [Me4N+]2[IF5]2−           | |
| [IF6]−                                | IF5 + CsF → Cs+[IF6]−                         | |
| [I3Br4]−                              | [PPh4]+Br− + 3 IBr → [PPh4]+[I3Br4]−          | |
| [IF8]−                                | IF7 + [Me4N]+F− → [Me4N]+[IF8]−               | in acetonitrile |
I polioduri più alti si formano sulla cristallizzazione di soluzioni contenenti varie concentrazioni di I− e I2. Ad esempio, il monoidrato di KI 3 cristallizza quando una soluzione satura contenente quantità appropriate di I2 e KI viene raffreddata.

## Proprietà

### Stabilità
In generale, un gran quantità di cationi o anioni (come il Cs+, [SbF6]−) possono aiutare a stabilizzare gli ioni polialogeni formatisi allo stato solido da considerazioni sull'energia di reticolo, aumentando l'efficienza d'impacchettamento.
I cationi polialogeni sono forti agenti ossidanti, come indicato dal fatto che possono essere preparati solo nei liquidi ossidanti come solventi, ad esempio oleum. Le specie più ossidanti e quindi più instabili sono [X2]+ e [XF6]+ (X = Cl, Br), poi seguono [X3]+ e [IF6]+.
La stabilità dei sali [X2]+ (X = Br, I) indica che lo sono termodinamicamente. Mentre, la loro stabilità in soluzione dipende dal solvente superacido. Per esempio, [I2]+ è stabile in HF della massima acidità (HF con 0,2 N SbF5,
H0 = −20,65), ma disproporzionano a [I3]+, [I5]+ e I2 come decrementa l'acidità aggiungendo differenti quantità di NbF5, TaF5 o NaF.
14 [I2]+ + 5 F− → 9 [I3]+ + IF5
Per anioni polialogeni con stesso catione, i più stabili sono quelli con un alogeno più pesante al centro, gli ioni simmetrici sono pure più stabili di quelli asimmetrici, per cui la stabilità decresce secondo il seguente ordine:
[I3]− > [IBr2]− > [ICl2]− > [I2Br]− > [Br3]− > [BrCl2]− > [Br2Cl]−
Gli ioni eteropolialogeni con un numero di coordinazione maggiore o uguale a quattro possono esistere solo con ligandi fluoruri.

### Colore
La maggior parte degli ioni polialogenici sono intensamente colorati, con un colore più profondo come il peso atomico dell'elemento costituente aumenta. Il complesso ben noto amido-iodio ha un colore blu profondo dovuto alla presenza di ioni lineari [I5]− nell'elica amilosio.
Di seguito una lista di specie comuni e i colori associati ai loro composti:
- fluorocationi incolore o giallo pallido, altri sono arancione, rosso o viola intenso[4]
- [ICl2]+ vino rosso ad arancione brillante;
- [I2Cl]+ marrone scuro al nero violaceo
- [Cl3]+ giallo
- [Cl4]+ blue[2]
- [Br2]+ rosso ciliegia
- [Br3]+ marrone
- [Br5]+ marrone scuro
- [I2]+  blu brillante
- [I3]+  marrone scuro o nero
- [I4]2+ rosso o marrone
- [I5]+  verde o nero, il sale [I5]+[AlCl4]− esiste come nero-verdastro aghi, ma appare marrone-rosso in sezioni sottili
- [I7]+  nero, è statta confermata la sua esistenza nel composto I7SO3F
- [I15]3+ nero[5]
- [ICl4]− giallo dorato
- polioduri hanno colori molto scuri, o marrone scuro o blu scuro

### Proprieta chimiche
I cationi eteropolialogeni sono ossidanti reattivi esplosivi, e hanno spesso una maggiore reattività rispetto ai loro genitori interalogeni decomponendosi per vie riduttive. Come previsto dal massimo stato di ossidazione +7 in [ClF6]+, [BrF6]+ e [IF6]+, questi sono agenti fortemente ossidanti, secondo le seguenti reazioni:
2 O2 + 2 [BrF6]+[AsF6]− → 2 [O2]+[AsF6]− + 2 BrF5 + F2
Rn + [IF6]+[SbF6]− → [RnF]+[SbF6]− + IF5
I cationi polialogeni con stati di ossidazione più bassi tendono a disproporzionare. Ad esempio, [Cl2F]+ è instabile in soluzione e disproporziona completamente in HF/SbF5 anche a 197 K:
2 [Cl2F]+ → [ClF2]+ + [Cl3]+
[I2]+ dimmerizza in modo reversibile a 193 K, ed è stato osservato che il colore blu del catione paramagnetico [I2]+ cambia al rosso-marrone del catione diamagnetico [I2]+, insieme con un calo della suscettività paramagnetica e della conduttività elettrica quando la soluzione viene raffreddata al di sotto di 193 K:
2 [I2]+ {\displaystyle \rightleftharpoons }  [I4]2+
La dimerizzazione può essere attribuita alla sovrapposizione degli orbitali metà pieni π* nei due [I2]+.
[Cl4]+ in [Cl4]+[IrF6]− ha uguale struttura del [I4]2+, ma si decompone a 195 K dando sali di [Cl3]+ invece di [Cl2]+ e Cl2.
Tentativi di preparazione dei ClF7 e BrF7 fluorurando [ClF6]+ e [BrF6]+ con  NOF hanno dato fallimenti, invece si sono verificate le seguenti reazioni:
[ClF6]+[PtF6]− + NOF → [NO]+[PtF6]− + ClF5 + F2
[BrF6]+[AsF6]− + 2 NOF → [NO]+[AsF6]− + [NO]+[BrF6]− + F2
Gli anioni sono meno reattivi rispetto ai cationi e sono generalmente ossidanti più deboli rispetto ai loro genitori interalogeni. Sono meno reattivi nei composti organici e alcuni sali hanno una stabilità termica piuttosto elevata. I sali con anioni polialogeni del tipo M+[XmYnZp]− (dove 1=m + n + p = 3, 5, 7, 9...) tendono a dissociare in semplici sali monoalogenuri tra M+ e l'alogeno più elettronegativo, in modo che il monoalogenuro abbia l'energia reticolare più alta.
L'altro prodotto è solitamente un interalogeno. Il sale [Me4N]+[ClF4]− si decompone a circa 100 °C, e i sali di [ClF6]− sono termicamente instabili e possono esplodere anche a −31 °C.